# 다니엘레 마사로
다니엘레 마사로(이탈리아어: Daniele Massaro, 1961년 5월 23일, 이탈리아 몬차 ~ )는 이탈리아의 은퇴한 축구 선수이자, 포지션은 스트라이커였다. 그는 두 번의 월드컵에 참가해 1982년에는 우승을, 1994년에는 준우승을 이끌었다.

## 경력
- 1982년 FIFA 월드컵 국가대표
- 1984년 하계 올림픽 국가대표
- 1994년 FIFA 월드컵 국가대표

## 수상
AC 밀란
- 세리에 A : 1987-88, 1991-92, 1992-93, 1993-94
- 세리에 A 준우승 : 1989-90, 1990-91
- 코파 이탈리아 준우승 : 1989-90
- 수페르코파 이탈리아나 : 1988, 1992
- UEFA 챔피언스리그 : 1989-90, 1993-94
- UEFA 챔피언스리그 준우승 : 1992-93, 1994-95
- UEFA 슈퍼컵 : 1989, 1990, 1994
- UEFA 슈퍼컵 준우승 : 1993
- 인터콘티넨털컵 : 1989, 1990
- 인터콘티넨털컵 준우승 : 1993, 1994

 이탈리아
- 1982년 FIFA 월드컵 우승
- 1994년 FIFA 월드컵 준우승